# Cristián Bustos
Cristián Bustos Mancilla (* 6. Oktober 1965 in Santiago de Chile) ist ein ehemaliger Triathlet aus Chile.

## Werdegang
Er begann 1984 mit Triathlon und war vorwiegend auf der Langdistanz aktiv.

### 2. Rang Ironman Hawaii 1992
Der Höhepunkt seiner Karriere war der Vize-Weltmeistertitel 1992 auf Hawaii.
Bustos erreichte in der Folge drei Siege auf der Ironman-Distanz (3,86 km Schwimmen, 180,2 km Radfahren, 42,195 km Laufen; 1989, 1993, 1998).
2006 beendete er seine aktive Karriere.

## Sportliche Erfolge
| Datum/Jahr    | Rang | Wettbewerb          | Austragungsort       | Zeit     | Bemerkung                                                            |
| ------------- | ---- | ------------------- | -------------------- | -------- | -------------------------------------------------------------------- |
| 22. Jan. 2006 | 8    | Ironman 70.3 Pucón  | Pucón                |          | letzter Wettkampf als „Abschiedsrennen“                              |
| 15. Okt. 2005 | DNF  | Ironman Hawaii      | Hawaii               | –        |                                                                      |
| 28. Mai 2005  | 3    | Ironman Brasil      | Florianópolis        | 09:02:13 | hinter dem Sieger Olaf Sabatschus und dem Argentinier Oscar Galíndez |
| 29. Mai 2004  | 5    | Ironman Brasil      | Florianópolis        | 08:41:33 |                                                                      |
| 2004          | 4    | Half Ironman Pucón  | Pucón                |          |                                                                      |
| 2. Mai 2004   | 5    | St. Croix Triathlon | Saint Croix          | 04:24:06 |                                                                      |
| 1999          | 2    | The Endurance       | Cambridge (Maryland) |          |                                                                      |
| 3. Okt. 1998  | DNF  | Ironman Hawaii      | Hawaii               | –        |                                                                      |
| 1998          | 1    | Ironman Canada      | Penticton            | 08:54:42 |                                                                      |
| 18. Okt. 1997 | 5    | Ironman Hawaii      | Hawaii               | 08:44:02 |                                                                      |
| 1996          | DNF  | Ironman Hawaii      | Hawaii               | –        |                                                                      |
| 1995          | 6    | Ironman Hawaii      | Hawaii               | 08:33:29 |                                                                      |
| 1993          | 1    | Ironman Europe      | Roth                 | 08:10:03 |                                                                      |
| 1992          | 2    | Ironman Hawaii      | Hawaii               | 08:16:29 | Vize-Weltmeister hinter dem Amerikaner Mark Allen                    |
| 1991          | 9    | Ironman Hawaii      | Hawaii               | 08:50:52 |                                                                      |
| 1989          | 16   | Ironman Hawaii      | Hawaii               | 08:46:39 |                                                                      |
| 1989          | 1    | Triathlon Brasil    | Brasilien            |          |                                                                      |

(DNF – Did Not Finish)